# Odylio Denys

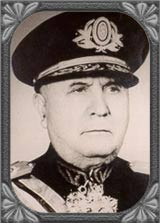
Marschall Odylio Denys

Odylio Denys (Alternativname: Odílio Denis; * 17. Februar 1892 in Santo Antônio de Pádua, Rio de Janeiro; † 5. November 1985 in Rio de Janeiro) war ein brasilianischer Marschall und Politiker, der unter anderem zwischen 1960 und 1961 Kriegsminister war.

## Leben
Denys absolvierte an der Escola Militar do Realengo eine Offiziersausbildung im Heer (Exército Brasileiro) der Streitkräfte (Forças Armadas do Brasil) und fand im Anschluss verschiedene Verwendungen als Offizier sowie Stabsoffizier. im Juni 1921 wurde er zum Oberleutnant befördert. Am 1. November 1930 wurde er Kommandeur der Infanterieunteroffiziersschule (Escola de Sargentos de Infantaria) in Vila Militar und danach Offizier im 2. Infanterieregiment, ehe er einen Lehrgang an der Offiziersschule besuchte. 1933 wurde er ins Kriegsministerium versetzt, in dem er zwischen Januar 1934 und Mai 1935 Kabinettschef von Kriegsminister wo er im Büro von General Pedro Aurélio de Góis Monteiro war. Er war im Anschluss Absolvent der Generalstabsschule (Escola de Estado-Maior) und wurde am 7. September 1937 zum Oberstleutnant befördert sowie Kommandeur des 7. Militärpolizeibataillons in Porto Alegre. Daraufhin wurde er am 13. Mai 1938 Kommandeur des 1. Militärpolizeibataillons in Petrópolis sowie am 5. März 1940 zum Oberst befördert. Als solcher war er zwischen dem 18. März und dem 14. Juni 1940 Kommandeur der Präsidialgarde von Staatspräsident Getúlio Vargas. Im Anschluss fungierte er vom 10. Juni 1940 bis zum 27. Dezember 1945 als Leiter der Militärpolizei im Distrito Federal do Brasil Rio de Janeiro und wurde in dieser Verwendung am 29. Dezember 1942 zum Brigadegeneral befördert.
1946 wurde Denys erst Generalsekretär im Kriegsministerium sowie kurz darauf Kommandeur der 8. Militärregion (8.ª Região Militar) und danach im Juli 1946 Kommandeur der 3. Infanteriedivision (3ª Divisão de Infantaria) sowie nach seiner Beförderung zum Generalmajor am 4. Oktober 1946 Kommandeur der 1. Infanteriedivision (1ª Divisão de Infantaria). Anschließend fand er zwischen Januar und Februar 1949 Verwendung als Kommandeur der 8. Militärregion (8.ª Região Militar) und war von Februar 1949 bis April 1950 Kommandeur des Militärkommandos Mitte ZMC (Zona Militar Centro), zu der die 2. und die 9. Militärregion gehörte. Im April 1950 wurde er Leiter der Hauptabteilung für die Heeresverwaltung und als solcher im August 1952 zum General befördert. Als Nachfolger von General Salvador César Obino wurde er am 21. März 1953 Oberkommandierender der Militärkommandos Süd CMS (Comando Militar do Sul) und behielt diesen Posten bis zu seiner Ablösung durch General Anor Teixeira dos Santos am 14. Juni 1954.
Anschließend wurde Denys 1954 Oberkommandierender des Militärkommandos Ost CML (Comando Militar do Leste) und war in dieser Funktion maßgeblich verantwortlich für die Aufrechterhaltung der öffentlichen Sicherheit und Ordnung nach dem Suizid von Staatspräsident Getúlio Vargas am 24. August 1954. Dabei verhinderte er die durch Aufständische beabsichtigten Plünderungen der US-amerikanischen Botschaft und des Luftfahrtministeriums. Aufgrund seiner Verdienste wurde er aufgrund der Empfehlungen des damaligen Kriegsministers Henrique Batista Duffles Teixeira Lott auch nach der Wahl von Juscelino Kubitschek zum Staatspräsidenten und João Goulart zum Vizepräsidenten am 31. Januar 1956 als Oberkommandierender des Militärkommandos Ost bestätigt. Seine Loyalität gegenüber Kubitschek führte schließlich dazu, dass der Präsident im August 1956 im Nationalkongress das Lei Denys einbrachte, wodurch die Dienstzeit von Denys und dessen Versetzung in die Reserve um zwei Jahre verlängert wurde. Nachdem die damaligen Militärkommandos Ost, Mitte, Süd und Nord in die I. , II. , III. und IV. Armee umbenannt wurden, wurde er Oberkommandierender der I. Armee (I Exército). Nachdem die Verlängerung der Dienstzeit im August 1958 ausgelaufen war, schied er aus dem aktiven Dienst aus und erhielt den Dienstgrad eines Marschalls (Marechal do Exército Brasileiro).
Am 15. Februar 1960 wurde Denys von Staatspräsident Kubitschek als Nachfolger von Henrique Batista Duffles Teixeira Lott schließlich selbst zum Kriegsminister (Ministro da Guerra) ernannt und bekleidete dieses Amt auch in den darauf folgenden Regierungen der Präsidenten Jânio Quadros und Pascoal Ranieri Mazzilli bis zum 31. Januar 1961, woraufhin João de Segadas Viana die Nachfolge antrat.